# Lanciafiamme Modello 35
O Lanciafiamme Spalleggiato Modello 35 foi um lança-chamas emitido para o Exército Real Italiano na Segunda Guerra Ítalo-Etíope. Em 1940 foi substituído pelo Lanciafiamme Spalleggiato Modello 40, que utiliza um sistema de ignição diferente.

## História
O Modelo 35 foi adotado pelo Exército Real Italiano em 1935. As unidades foram designadas para um "Pelotão de Lança-Chamas". Cada um dos três esquadrões, que consistiam em seis seções, receberam duas armas. Em 1939, 176 exemplares deste modelo foram vendidos ao Exército Finlandês, que usou o renomeado Lanciafiamme M/40 contra o Exército Vermelho durante a Guerra de Inverno. Durante a Segunda Guerra Mundial, o Modelo 35 foi emitido para uma divisão na frente Greco-Albanesa. O mais recente Modelo 40, que substituiu o Modelo 35 como principal lança-chamas do Exército Italiano em 1940, foi emitido principalmente para o corpo italiano. O Modelo 40 foi empregado principalmente na Campanha Norte-Africana da Itália contra os britânicos e com unidades italianas na Rússia.
O Modelo 35 era mais pesado que seus contemporâneos e tinha desempenho inferior a essas armas, tendo um alcance menor que o modelo alemão equivalente.

## Desenvolvimentos adicionais
O peso excessivo do sistema no campo de batalha levou ao desenvolvimento do Lanciafiamme Modelo 41, que era mais leve, com sistema elétrico ligeiramente modificado. Para tropas de choque e pára-quedistas, foi desenvolvida uma versão mais leve que poderia ser segurada como um fuzil, chamada Modelo 41 d'assalto. As forças armadas italianas também usaram o Lanciafiamme Carellato Modelo 42, um modelo pesado destinado a engenheiros e não a tropas de assalto.